# Bituruna
Bituruna là một đô thị thuộc bang Paraná, Brasil. Đô thị này có diện tích 1214,905 km², dân số năm 2007 là 16716 người, mật độ 14,7 người/km².